# (3936) Elst
Pour les articles homonymes, voir Elst.
(3936) Elst est un astéroïde de la ceinture principale. Il porte le nom de l'astronome belge Éric Elst découvreur de près de 3 700 astéroïdes à ce jour.
Il a été découvert le 16 octobre 1977 à l'observatoire Palomar par le trio d'astronomes néerlandais Cornelis Johannes van Houten, Ingrid van Houten-Groeneveld et Tom Gehrels. Sa désignation provisoire était 2321 T-3.